# Villandry
Villandry é uma comuna francesa na região administrativa do Centro, no departamento Indre-et-Loire. Estende-se por uma área de 17,64 km². Em 2010 a comuna tinha 1 161 habitantes (densidade: 65,8 hab./km²).